# Colias alta
Colias alta is een vlindersoort uit de familie van de Pieridae (witjes), onderfamilie Coliadinae.
Colias alta werd in 1886 beschreven door Staudinger.